# Ignacy Jurecki
Ignacy Antoni Jurecki (ur. 7 kwietnia 1947 w Lubsku, zm. 28 stycznia 2012 w Krakowie) – polski działacz związkowy i polityk, poseł na Sejm II kadencji.

## Życiorys
Syn Antoniego. Ukończył w 1975 technikum mechaniczne w Nowej Hucie. Zawodowo pracował od 1964 w Geofizyce Kraków, dochodząc do funkcji kierownika grupy sejsmicznej. W 1983 został przewodniczącym zarządu Związku Zawodowego Górników Naftowców w swoim zakładzie pracy. W latach 1984–1999 był przewodniczącym Federacji Związków Zawodowych Górnictwa Naftowego i Gazownictwa. Należał do Polskiej Zjednoczonej Partii Robotniczej i Ogólnopolskiego Porozumienia Związków Zawodowych.
W wyborach w 1993 uzyskał mandat posła na Sejm II kadencji. Kandydował w okręgu Krosno z listy Sojuszu Lewicy Demokratycznej, posłem został z ogólnopolskiej listy wyborczej. Zasiadał w Komisji Ustawodawczej oraz w Komisji Zdrowia. W 1997 bez powodzenia ubiegał się o reelekcję.
Odznaczony Krzyżem Kawalerskim Orderu Odrodzenia Polski (1997).
Pochowany na cmentarzu Rakowickim w Krakowie (LXXVIII/13/38).